# 伊折橋
伊折橋（いおりばし）は、富山県中新川郡上市町の早月川に架かる一般県道剣岳公園線の橋である。完成当時の道路名称は『伊折三日市線』であった。剱岳の早月尾根登山口である馬場島の手前約9kmに位置している。

## 概要
- 左岸：富山県中新川郡上市町伊折
- 右岸：富山県中新川郡上市町蓬沢
- 形式：プレストリスコンクリート桁橋[1]
- 橋長：180 m[1]
- 幅員：8.3 m（車道6 m、歩道左右各1 m）[1]
- 着工：1967年（昭和42年）10月[1]
- 竣工：1970年（昭和45年）7月18日[1]
- 上部施工：川田工業[1]
- 下部施工：酒井建設[1]
- 総工事費：1億2,600万円[1]

かつては木造の橋が1941年より架橋されていたが、老朽化し4t以降の車両は通行制限が掛けられるようになったため、1967年より架け替え工事に着手した。1969年8月の豪雨で大きな被害を受けながらも、完成に漕ぎ着けている。

## 剱岳のビューポイントとして
当橋からは、剱岳を河川中心部にそびえ立つ姿をはじめ、奥大日岳、大日岳の大パノラマが広がり、立山連峰の力強く雄大な山並みを見ることが出来る。